# Steven Halpern
Steven Halpern je izvorno new age umjetnik, u najtočnijem smislu tog pojma. Godine 1975. izdao je Spectrum Suite, njegov prvi album, glazbe posebno dizajnirane za opuštanje i liječenje. Prije toga, Halpern je bio uključen u New York jazz scenu kao saksofonist i gitarist. Njegova odbojnost prema komercijalizaciji i brzom životu su utjecali da se premjesti u Kaliforniju, gdje je usavršena njegova ideja o "anti-bijes alternativnoj" glazbi,umjesto uronjenog u slušatelja u pozitivnu atmosferu koja vodi do recuperatinih i transcendentalnih iskustva. Dobio je ispiraciju iz orijentalno klasične glazbe i gledao u ceremonijalne, čarobne, i liječeće aspekte zvuka koje su koristile drevne kulture. Iako su neke od njegovih ideja temelje na pseudo-znanosti bljedila new age mistike, Halpernova važnost kao jednog od istinskih očeva moderne meditacije i ljekovitih oblika glazbe mora biti naglasena. On je objavio više od 50-instrumentalnih albuma i vodjenih meditacijskih snimaka. Također je napisao dvije knjige sa svojim teorijama teorijama: Namještanje ljudskih Instrumenata i Zvuk Zdravlja.

## Diskografija:
- Spectrum Suite (1975)
- Peruvian Whistling Vessels (1978)
- Starborn Suite (1979)
- Zodiac Suite (1979)
- Hear to Eternity (1979)
- Rings of Saturn (1979)
- Connections (1984)
- Threshold (1986)
- Gaia's Groove (1989)
- Islands in Time (1990)
- Effortless Relaxation (1991)
- Enhancing Self-Esteem (1991)
- Health and Well-Being (1991)
- Higher Ground (1991)
- Nurturing Your Inner Child (1991)
- Radiant Health and Well-Being (1991)
- Comfort Zone (1992)
- Ancient Echoes (1993)
- Creating Love (1993)
- Dawn (1993)
- Eastern Peace (1993)
- Enhancing Sensual Pleasure (1993)
- Art of Sexual Ecstasy (1994)
- Crystal Suite (1994)
- Jonah's Journey (1994)
- Letting Go of Stress (1994)
- Natural Light (1994)
- Overcoming Substance Abuse (1994)
- Radiance (1994)
- Recollections (1994)
- Recovering from Co-Dependency (1994)
- Safe Driving (1994)
- Starting the Day (1994)
- Enhancing Intimacy (1994)
- Enhancing Massage (1994)
- Enhancing Success (1994)
- Inner Peace (1994)
- Lullabies for Your Inner Child (1994)
- Lullaby Suite (1994)
- Self-Healing (1994)
- Sleep Soundly (1994)
- Gifts of the Angels (1995)
- Trance-Zendance:Ambient Entracement (1995)
- Accelerating Learning (1996)
- Enhancing Creativity (1996)
- Music for Your PC (1996)
- Afro-Desia (1996)
- In the Key of Healing (1996)
- Relaxation Spontanee (1996)
- Attracting Prosperity (1997)
- Music for Lovers (1997)
- Stop Smoking (1997)
- Workstation Wellness (1997)
- Achieving Your Ideal Weight (1997)
- Sacred Chorde (1998)
- Prophecies (1998)
- Music for Accelerated Learning (1999)
- Music for Sound Healing (1999)
- Serenity Suite:Music & Nature (1999)
- Divine Intervention (1999)
- Sound Chi (1999)
- Deja-Blues (2000)
- Chants to Awaken the Buddhist Heart (2000)
- Cruise Control (2001)
- Chakra Suite (2001)
- Transitions (2002)
- Music for Massage (2002)
- Perfect Alignment (2002)
- Sound Medicine:Music for Healing (2002)
- Crystal Bowl Healing (2003)
- Ocean Suite (2003)
- Healing Songs of Earth & Sky (2004)
- Tonal Alchemy (2005)
- Music for Healing & Unwinding (2006)
- Lake Suite (2006)
- Music for Babies (2006)
- Initiation Inside the Great Pyramid (2007)
- Music for Lovers, Vol. 2 (2007)
- In the Om Zone (2007)
- Drum Spirit (2007)
- Peace of Mind (2007)
- Corridors of Time
- Creativity
- Lifetide
- Peak Performance
- Radiance:Love Songs Without Words
- Recovering from Alcoholism
- Rhythms of Vision
- Shared Vision
- Soundwave 2000 Series

## Vanjske poveznice
- allmusic.com: Steven Halpern